# カバン持ちさせてください!
『カバン持ちさせてください!』（カバンもちさせてください!）は、2020年7月12日(11日深夜)よりTBSテレビで断続的に放送されている会社訪問バラエティ番組である。

## 放送日時
シーズン1 : 2020年7月12日(11日深夜)～2020年9月20日(19日深夜)

シーズン2 : 2021年1月17日(16日深夜)～2021年3月22日(21日深夜)

シーズン3 : 2022年4月3日(2日深夜)～

放送時間はいずれもTBS毎週日曜1:28 - 1:58(土曜深夜)。関東ローカル。

## 概要
毎回異なるタレントが、「今、知りたい人気の企業」に訪問し、その企業のおススメ社員の“カバン持ち”をさせてもらい、業界の秘密・会社の秘密・社員の秘密・この番組でしか知ることが出来ない情報をお届けする番組。
シーズン1は当初2020年4月開始予定が、新型コロナウイルス感染拡大影響で延期。

製作はTBS「名医のTHE太鼓判!」が終了した直後のダイナマイトレボリューションカンパニーが担当している。

## 出演者（カバン持ち）
基本的には週替りだが、半数以上の回に柴田英嗣が出演。のちに、柴田とともに毎週ゲストを迎えてともにかばん持ちをするスタイルへと変更された。
2023年10月放送分より、なすなかにしが柴田の後を継いだ。
- 柴田英嗣（アンタッチャブル）
- 白鳥久美子（たんぽぽ）
- 岡部麟
- プラス・マイナス
- 納言
- 大山英雄
- ロッシー（野性爆弾）
- カミナリ
- 白岩瑠姫
- 岡本莉音
- 髙橋颯
- 土屋炎伽
- 原口あきまさ
- 重盛さと美
- 鈴木拓（ドランクドラゴン）
- ニューヨーク
- 世良マリカ
- 田村侑久(BOYS AND MEN)
- 新内眞衣
- 井口綾子

## スタッフ
- ナレーター：永田亮子
- 構成：高野健生
- 撮影：松尾俊一郎
- 音声：高橋克明
- 編集：藤原悠吏
- MA：ウォッシャム賢人
- タイトルデザイン：田中香帆
- TK：後藤有紀
- 音響効果：大谷匡範
- 技術協力：ヌーベルアージュ、ビーボ、ティ・ピー・ブレーン
- 編成：吉田健一
- AD：斉藤竜【週替り1名担当】
- ディレクター：樽見近工、岸憲人【週替り1名担当】
- プロデューサー：齋藤智札
- 演出：千葉隆弥
- 製作：ダイナマイトレボリューションカンパニー、TBS